# زاب ثروت
أحمد ثروت زكي الشهير باسم زاب ثروت (21 نوفمبر 1987) شاب مصرى رابر ومغني وهيب هوب مصري ومؤلف موسيقى وشاعر غنائي من مواليد مدينة عمان بالمملكة الاردنية الهاشمية تتلمذ في كلية الهندسة قسم كهرباء حيث كتب وغنى أغنية عن حياته الشخصية (دى حياتى). حيث بدأ مشواره الفني بأغنية (كفاية) وبدأ بكتابة بعض الأغاني لفرقة كايروكي بالمشاركة بالغناء فيها وبدأ بالظهور معهم في حفلات ساقية الصاوي وبدأ بإلقاء قصيدة مصر وقام بعدها الجمهور بطلبه للغناء حيث توجه للراب والهيب هوب. شارك مع كايروكي في أغنية (اثبت مكانك) حيث حققت 7.2 مليون مشاهدة. أطلق زاب ثروت أول ألبوم له وهو البوم المدينة بالمشاركة مع العديد من النجوم.
جاء اسم زاب ثروت بسبب خطأ عندما كان في بداية مشواره الفني و عند انشاء حساباته على التواصل الاجتماعي كتب "زاب ثروت" بدلًا من "راب ثروت"
بدأ زاب ثروت مشواره الفني قبل 10 سنوات (2009) وقدم أيضا العديد من الاغانى للدفاع عن المرأة مثل أغنية مين السبب مع منة حسين بالتعاون مع هيئة الأمم المتحدة للمرأة حيث حققت 8.6 مليون مشاهدة وأيضا أغنية نور مع أمينة خليل وأيضا بالتعاون مع هيئة الأمم المتحدة لشئون المرأة وسفارة اليابان بالقاهرة وحققت 17 مليون مشاهدة واضاف أغنية ياما مع دعاء السباعي يوم 10 ديسمبر 2019 وأيضا حققت العديد من النجاحات والشهرة حيث أنه قام بتأليف 4 كتب فيما بينهم ديوانين وهما (أجندة وسلام) وكتابين وهما (سبع أيام وحبيبتى)وكانوا أكثر مبيعا في فترة المعرض الدولي للكتاب.عاش زاب ثروت 10 سنوات في هذا المجال وهو يقدم مختلف المواضيع[بحاجة لمصدر].
كما أنه في حفلة توقيع الكتاب استفزه أحد المعجبين فثار عليه وبعدها توالت الأخبار والإشاعات حوله فقام بإصدار أغنية (ملعونة الشهرة) وبرر موقفه للجماهير[بحاجة لمصدر].

## حياته
ولد زاب ثروت في عمان، بالأردن عام 1987. وأنهى دبلومة أمريكية ثم درس الهندسة. كانت بداياته الفنية عام 2009 بأغنية «الصبحط»، وبعدها قدم ثلاث أغان أخرى حتى عام 2011، من أشهرها أغنية «أوباما». وكانت بداية عمله الفني الرسمي مشاركته مع فريق أسفلت في فيديو أغنية «كاتب لبكرة جواب»، والتي كانت قبيل انطلاق ثورة 25 يناير عام 2011. بعد انطلاق الثورة بدأ زاب بتوثيق أحداث الثورة غنائياً بالتعاون مع أكسير إستديو.
أطلق زاب مع أكسير إستديو أغنية «صباحنا نادي» في 8 فبراير. ومن ثم الأغنية التي أحدثت ضجه هذة السنة «بحلم» بالاشتراك مع فريق كايروكي وهاني عادل في 24 مارس وكان هذا أول تعاون بين زاب وكايروكي.
اهتم زاب أيضاً بالقضية الفلسطينية فقد أطلق أغنية «عنواني» في 29 مايو بالاشتراك مع فرقة صدفة وكانت أيضاً من إنتاج أكسير إستوديو. في 29 أغسطس كان التعاون الثانى بين زاب وكايروكي بعنوان «حلمي أنا»، والتي كانت من ضمن حملة إنقاذ الصومال في مصر.
قبل نهاية العام نفسه عاد زاب للتعاون مع أسفلت في فيديو جديد بعنوان «مين المقصود» والذي يناقش القضايا التي يواجها الوطن العربي. أنهى زاب هذا العام من النجاحات بمقطوعة شعرية تسمى «السعادة»، وهي من أشهر أعماله وكانت من موسيقى شريف مصطفي.
بعد عام كامل من النجاح جاءت سنة 2012 مع أول ذكرى للثورة المصرية، والتي كانت بمثابة ولادة جديدة لزاب في عالم الراب والموسيقى حيث كانت أغنية «اثبت مكانك» في 24 يناير مع كايروكي، التي أحدثت ضجة ومن أكثر أغاني الثورة رواجاً حتى الآن. الأغنية من إنتاج كيوسوفت، وإخراج محمد خليفة.
في 26 يناير أطلق زاب الفيديو الخاص به وهو «حصار» وكان في الذكرى الأولى لجمعة الغضب. في 7 أبريل أكمل زاب مشوار النجاح مع أغنية «كام واحد» من ضمن حملة «اوعى» ضد المخدرات بالاشتراك مع المطرب محمود العسيلي. وكانت بمثابة خطوة جيدة له.
في هذه الأثناء كان زاب قد أطلق أول ديوان له بعنوان «أجندة» بالتعاون مع دار نشر وتوزيع دون، والذي يتكون من 15 قصيدة من أعماله على مدار ثلاث سنين. في 16 أكتوبر أكمل زاب ودار دون نجاح الديوان الأول بإطلاق الثانى بعنوان «سلام» والذي حقق نجاحا كبيرا فور إطلاقه.
في نهاية 2012 عاد زاب مرة أخرى مع اثنين من الأكثر أغاني نجاحاً. الأولى كانت في 6 ديسمبر مع كايروكي وهي «أنا مش منهم»، ومن إخراج محمود إسماعيل جاويش. والثانية كانت لزاب بالتعاون مع أكسير إستوديو باسم «حقي»، وكانت بمثابة أفضل نهاية لسنة 2012 2013. وشارك عايدة الأيوبي في أغنية «أتجنن»، والتي كانت من ضمن أكبر حملات شركة كوكاكولا وكان ذلك في 9 فبراير.
في 8 مارس وإيماناً من زاب بقضايا المرأة المصرية والعربية، قام زاب بالتعاون مع أكسير إستوديو بإطلاق أغنية «هوصل»، بالاشتراك مع شيرين عمرو وتحت رعايه هيئة الأمم المتحدة للمرأة، ومن إنتاج قبيلة تي ڤي.
و في 10 أغسطس عام 2014 أطلق أغنية «مين السبب» مع منة حسين بالتعاون مع هيئة الأمم المتحدة للمرأة للمرة الثانية من إنتاج أكسير إستوديو، تصور أغنية «مين السبب» معاناة البنت المصرية في تعرضها للتحرش بصورة يومية ولاقت نجاح كبير خلال فترة قصيرة.
في 3 فبراير 2015، حضر زاب ثروت فعاليات معرض القاهرة الدولي للكتاب، للتواصل مع جمهوره والتوقيع على أحدث كتبه «حبيبتي». تسبب تدافع الشباب لحضور ندوته في تحطيم مخيم المقهى الثقافي بالمعرض، واضطرت قوات الأمن للتدخل لحماية ثروت، بعدما أُحيط بمئات الشباب الذين سعوا للحصول على توقيعه، وتعرضت بعض الفتيات لحالات إغماء. يذكر أن مبيعات كتاب «حبيبتي» تخطت 15 ألف نسخة في يوم واحد.
كان كتاب «حبيبتي» ثاني كتاب يُصدر له بعد كتاب «7 أيام» بخلاف الديوانين يصنف بأنه ادب اعترافات يتحدث عن أهم «7 أيام» في حياة الكاتب.
في عام 2018 قام زاب ثروت بإصدار ألبومه الأول المدينة بالتعاون مع ساري هاني.

## أشهر أغانيه
- أوباما
- عنواني
- أحنا جيل وأنتو جيل
- قلب مات
- أنا بطل حياتي
- حرية
- أثبت مكانك
- فارس  بمشاركة أحمد شيبة
- هندسة
- ناس
- حياتي أنا
- كفاية
- مين السبب
- أنا سطرين
- لو ده جنان اتجنن
- تتر برنامج مع التابعين
- إسلاموفوبيا (كافر)
- كام واحد
- بحلم
- مين المقصود
- هوصل

## ألبوماته
- المدينة

## روابط خارجية
- زاب ثروت على موقع قاعدة بيانات الأفلام العربية
- الموقع الرسمي لزاب ثروت
- صفحة زاب ثروت على فيسبوك